# Justicia ischnorhachis
Justicia ischnorhachis är en akantusväxtart som beskrevs av Emery Clarence Leonard. Justicia ischnorhachis ingår i släktet Justicia och familjen akantusväxter. Inga underarter finns listade i Catalogue of Life.